# Gevlekte makreel
De gevlekte makreel (Scomber australasicus) is een straalvinnige vis uit de familie van makrelen (Scombridae) en behoort derhalve tot de orde van baarsachtigen (Perciformes). De vis kan maximaal 44 cm lang en 1360 gram zwaar worden.

## Leefomgeving
De gevlekte makreel is een zoutwatervis. De vis prefereert een subtropisch klimaat en heeft zich verspreid over de Grote en Indische Oceaan. De diepteverspreiding is 0 tot 200 m onder het wateroppervlak.

## Relatie tot de mens
De gevlekte makreel is voor de visserij van aanzienlijk commercieel belang. In de hengelsport wordt er weinig op de vis gejaagd.